# سلك

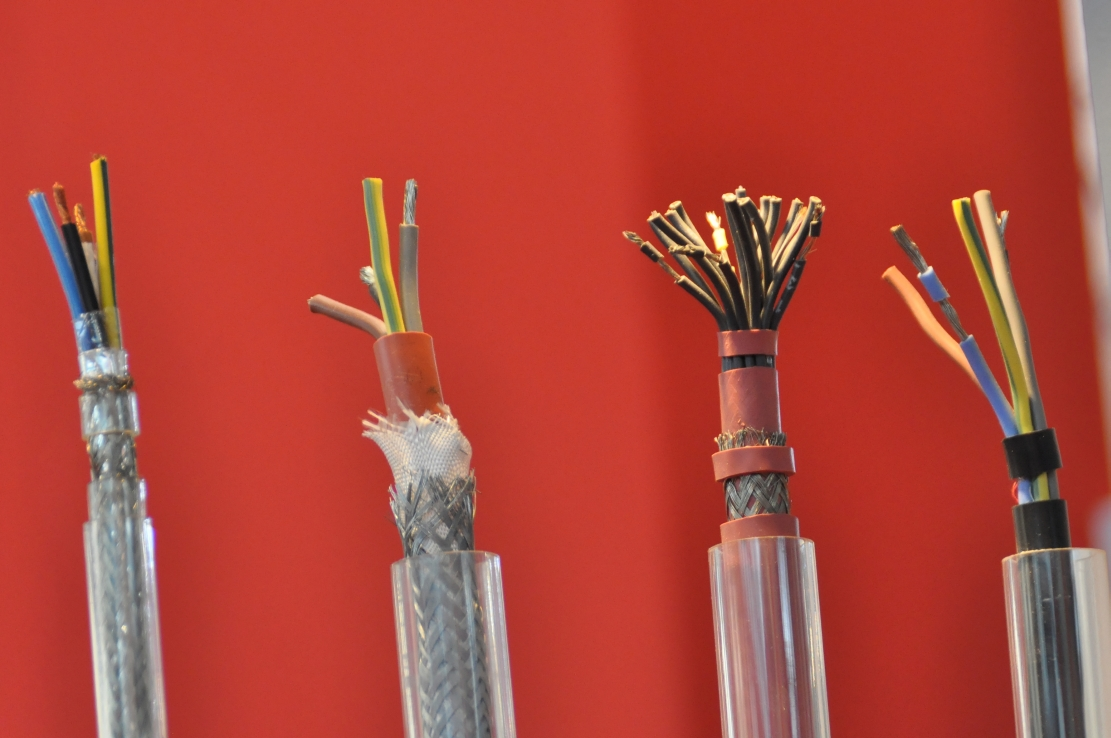
أسلاك اتصالات مختلفة

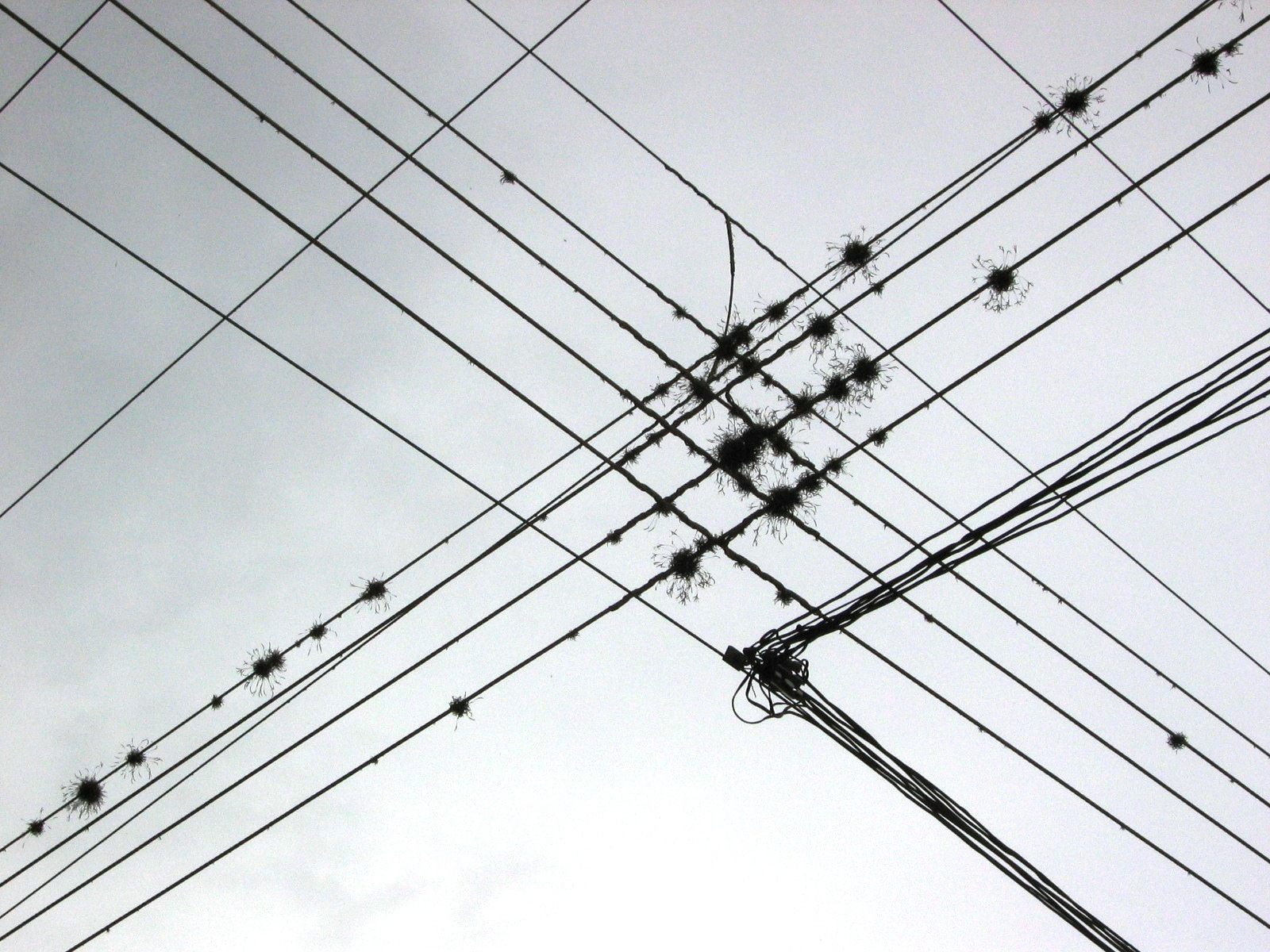
الأسلاك

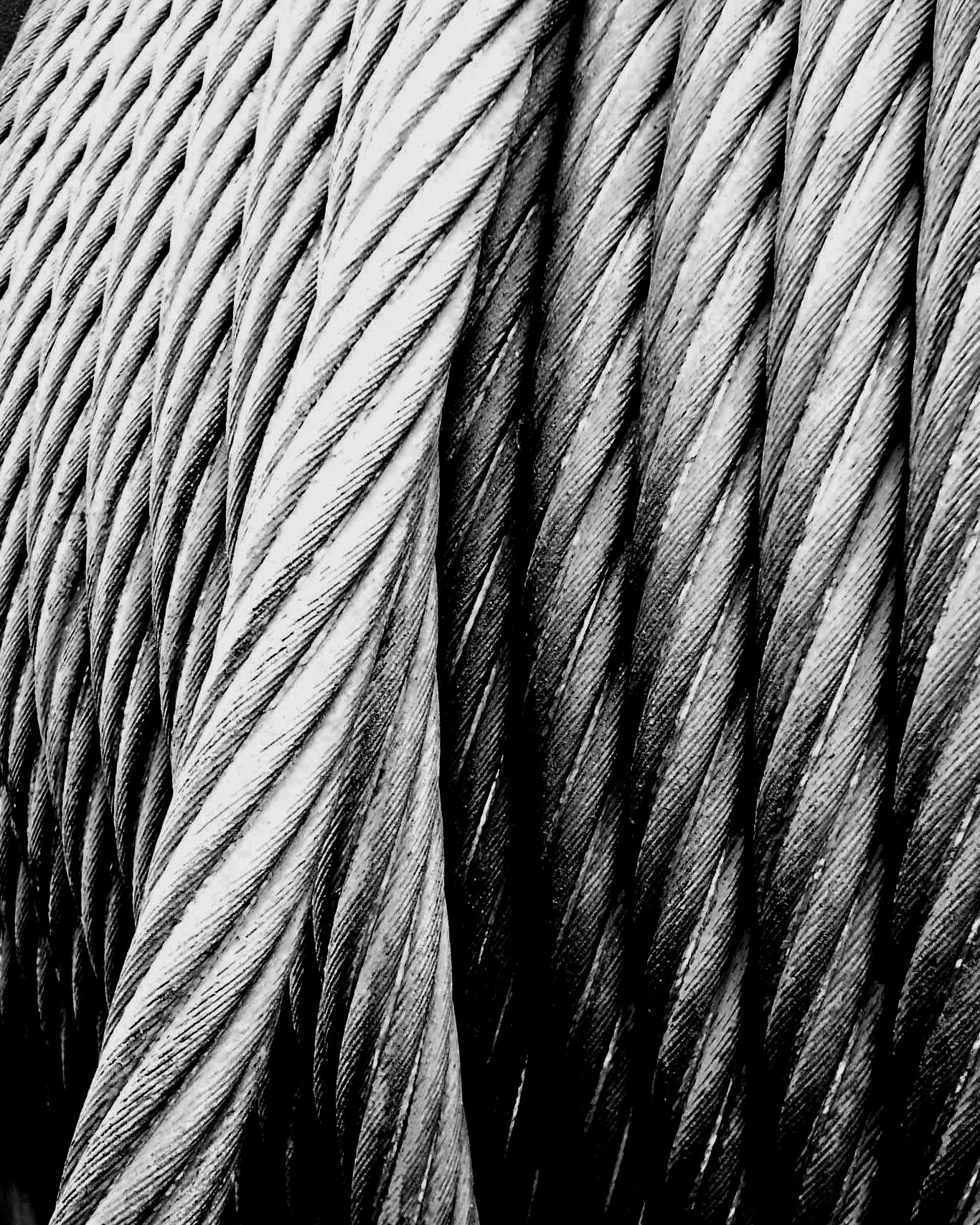
كابل من الحديد مكون من مجموعة أسلاك.)

كلمة سلك في الأوساط العلمية يقصد بها مسار مادي يتم نقل إشارة أو طاقة بواسطته باستخدام خاصية فيزيائية به ويوجد قسمين شائعين للأسلاك.:
- أسلاك نقل التيار الكهربى إشارة أو طاقة.[1][2][3]
- أسلاك لنقل الإشارة الضوئية (ألياف ضوئية).
- وتوجد أنواع من الأسلاك المجدولة وتستخدم في حمل الأثقال والنقل وتسمى كابلات...

## تأريخ

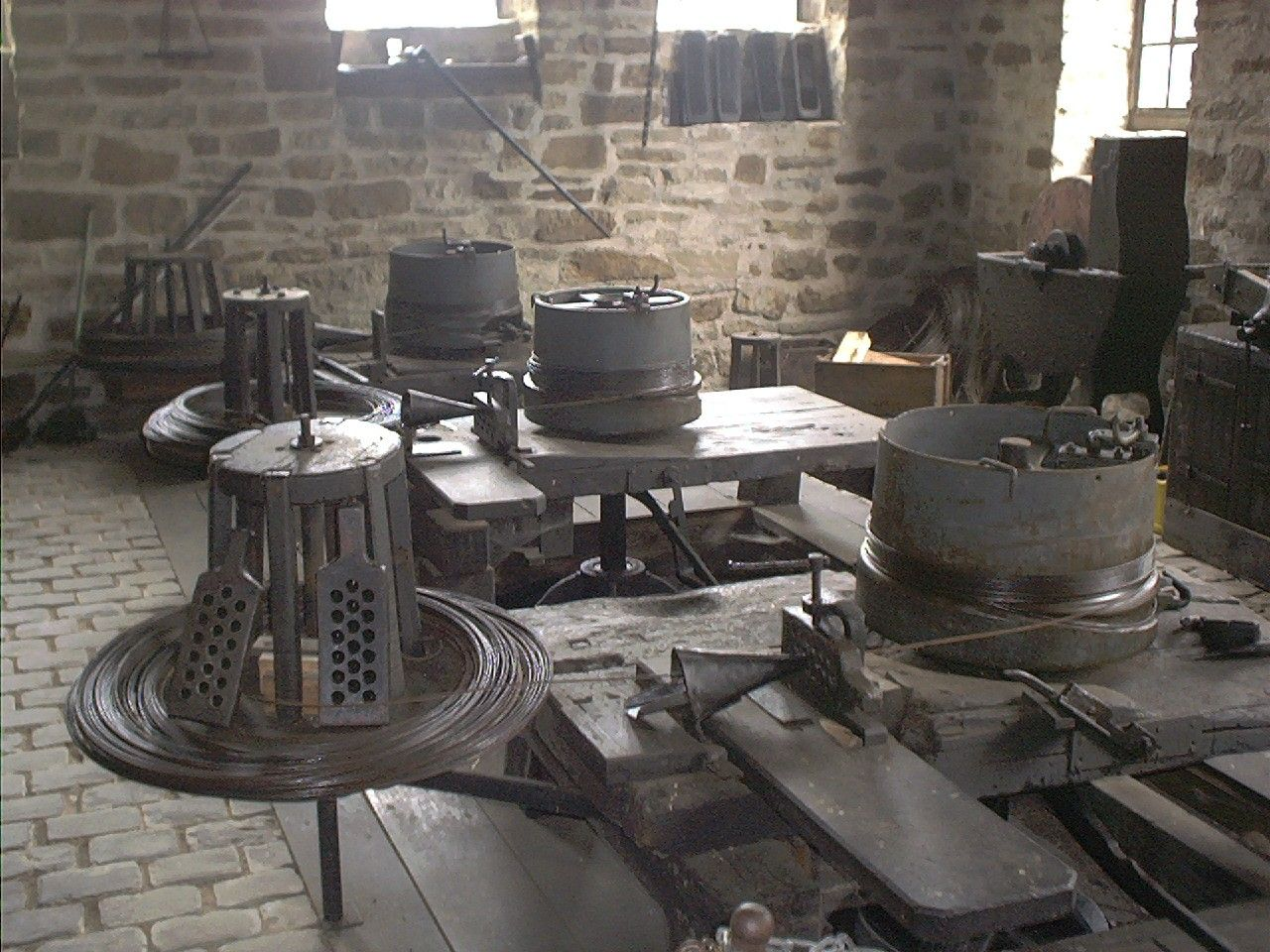
ورشة قديمة لشد الأسلاك، إلى اليمين قرص الشد وفي الوسط حجر الشد وإلى اليسار بكرة السلك.(من المتحف الألماني للأسلاك).

قام قدماء المصريين في القرن الثالث قبل الميلاد بتصنيع أسلاك الذهب بتقنيات مختللفة، وصنعوا منها الحلي.و منذ القرن الخامس بعد الميلاد وحتى القرن الرابع عشر صنع الأوروبيون الأسلاك الحديدية واستخدموها في صناعة «القمصان الحديدية المسلسلة» التي تحمي المقاتل أثناء الحرب.وقد استخدمت آلاف من حلقات السلك الحديدي وشبكوها في بعضها البعض لصناعة تلك المحصنات التي كان يلبسها المقاتل لحمايته.
وقد بدأت صناعة السلك في ألمانيا في المنطقة الوسطى المسماة زاورلاند.وعلى الأخص في محيط مدينة «ألتنا» - والتي يوجد فيها حاليا «المتحف الألماني للأسلاك» - فقد نشأت فيها ورش عديدة لصناعته خلال العصور الوسطى.و استخدموا في صناعته القوة المائية المتوفرة في جداول كثيرة لتشغيل أجهزة الشد وهذا ما يدل عليه التراث الألماني من القرن الرابع عشر بعد الميلاد.

## أسلاك نقل التيار الكهربائي

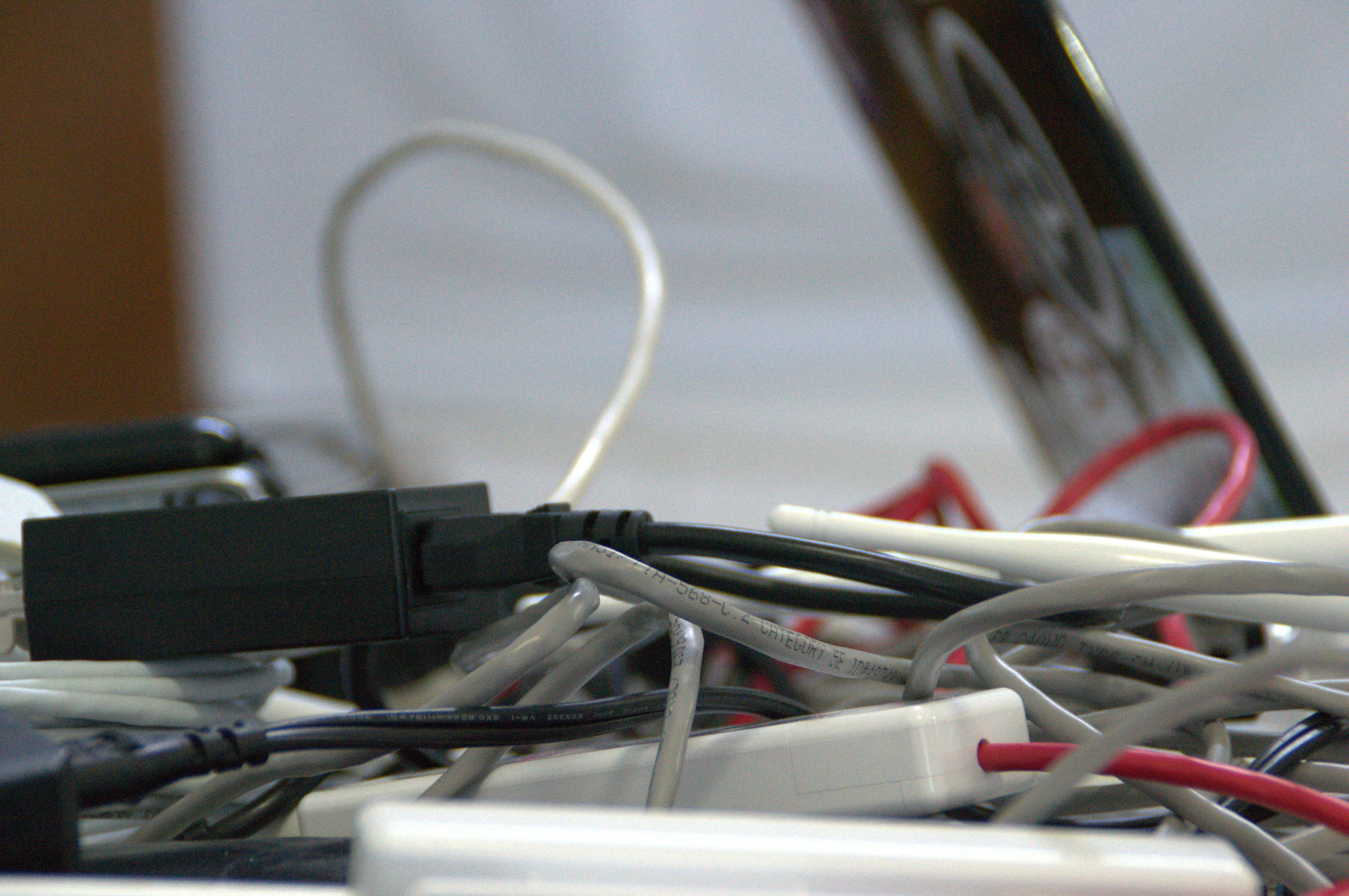
أسلاك كهربائية للحاسبات

تُصَّنَع عادة من الفلزات عمومًا ومن النحاس والألومنيوم والاستانلس ستيل خصوصًا، ويتم نقل التيار الكهربائي بواسطة الخاصية الفزيائية: المجال الموصل.
- - أسلاك لنقل الإشارات:

عادة ما تكون ذات أقطار صغيرة، إذ الهدف منها هو نقل تيار صغير جداً ذا ترددات عالية لنقل الإشارات والبيانات من مكان إلى آخر، ومنها:
- أسلاك البرق والتليفون.
- أسلاك نقل إشارة التلفاز والفيديو.
- أسلاك نقل بيانات الحاسب الآلي والإنترنت.

- - أسلاك لنقل الطاقة الكهربائية:

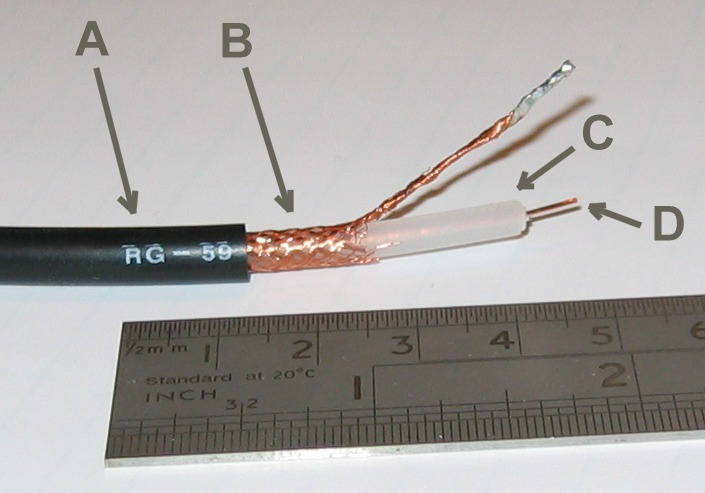
سلك نقل إشارة التلفاز.

أسلاك ذات أقطار كبيرة الغرض منها نقل الطاقة الكهربائية من مكان لآخر، وتنقل تيّاراً كهربائيّاً كبيراً على تردد منخفض نسبياً (50 أو 60 هرتز)، ومنها:
- أسلاك مكوّنَة من شعر نحاس مجمع مع بعضه البعض لتقليل خاصية "Skin effect".

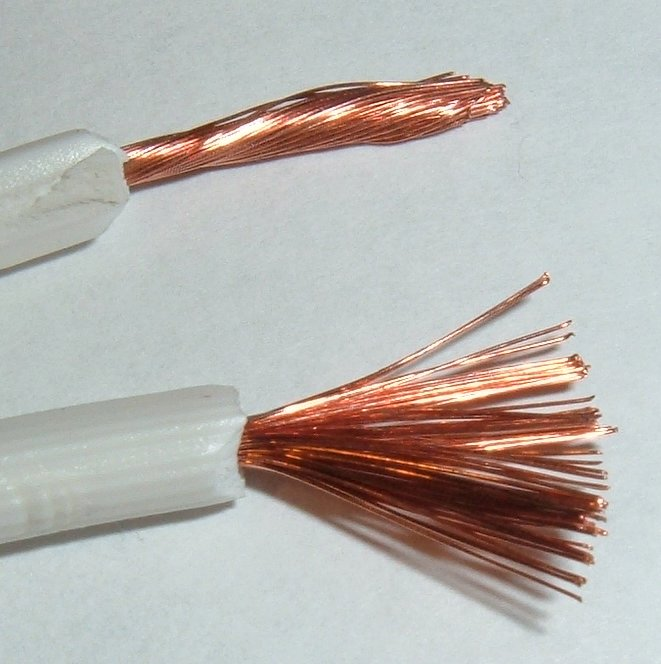
سلك نحاس شعر

- أسلاك مصمتة.

## أسلاك نقل الإشارة الضوئية
أسلاك نقل الإشارة الضوئية أو «الفيبر» (Optical fiber) هي أسلاك تصنع من الزجاج وقادرة على نقل الإشارة الضوئية لمسافات بعيدة دون فقدها، كما أنها لا تتأثر بالموجات الكهرومغناطسية، كما لها القدرة على نقل كميات هائلة من البيانات بسرعات عالية.

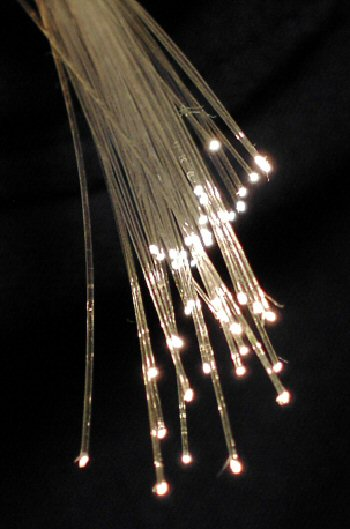
أسلاك نقل الإشارة الضوئية

## استخدامات الأسلاك

### في المعمار
أصبحت المباني الحديثة لا تستغنى عن الاسلاك حيث أنها مرنة وصلبة، كما أنها تدخل في المباني في [[خرسانة مسلحة|الخرسانة المسلحة.كما يستخدم بعض منها في صورة حديد لا يصدأ.تستخدم الأسلاك والكبلات الحديدية في بناء الجسور، والجسور المعلقة، وكذلك في التليفريك وفي رفع الأسقف الخفيفة الشفافة مثلما في أسقف الإستاد الأولمبي في ميونيخ ب ألمانيا Olympiastadions in München]]. كذلك تصنع منها الحوائل السلكية المضفرة التي تستخدم حول حدائق المنازل وحول مراعي تربية الحيوان والطيور وغيرها.
ويتكون سلك اللحام أيضا من سلك يستخدم في لحام الأنابيب مصنوع من القصدير أو سلك مصنوع من معدن آخر يناسب ما يسمى «باللحام الصلد».

### في الكهرباء
من دون الأسلاك لم تكن اختراعات ولا تطويرات أمكن إتمامها في القرنين التاسع عشر والقرن العشرين.ومن ضمنها مبدأ المغناطيس الكهربائي، وقياس درجة الحرارة وقياس قوي الشد بالأسلاك.
وتستخدم الأسلاك المعدنية في نقل الكهرباء من مكان إنتاجها إلى أماكن استخداماتها، وتوصيل الإشارات (مثلما في الحاسوب).وتتكون الأسلاك الكهربائية غالبا من النحاس أو من الألمونيوم.أما توصيلات الضغط العالي فتكون مصنوعة من سبائك نحاس.
تسمى الاسلاك المعدنية المغطاة بطبقة عازلة من البلاستيك كابلات أو موصلات كهربائية.كما تستخدم أسلاك معدنية مطلية بطبقة عازلة لتصنيع الملفات والمحولات الكهربائية وملفات المحركات الكهربائية.وتعمل طبقة الطلاء على عزل السلك في الملف.
وتستخدم أسلاك من النحاس والنيكل والحديد بمقاطع مختلفة كأطراف للتوصيل الكهربائي في الوحدات الكهربائية، حيث تقوم بعمل الأقطاب وتكون مشكلة على هيئة قلمية، منها ما هو رباعي المقطع أو ذو مقطع دائري.أما في الإلكترونيات فتستخدم أسلاك مطلية جلفانية أو مطلية بالزنك أو الفضة.
في الهندسة الكهربائية وفي الإلكترونيات تستخدم أسلاك من معادن مختلفة، مثل:
- النحاس: يستخدم في ملفات المحولات الكهربائية وملفات مغناطيسات الشد، والمحركات الكهربائية.
- ألمونيوم: في كابلات تحت الأرض، والكابلات العالية،
- سبائك النحاس: لكابلات الضغط العالي، وأطراف الكبلات
- سبائك النيكل: وتستخدم في ثنائية حرارية وفي أسلاك التسخين وأسلاك المقاومات الكهربائية
- أسلاك ألمونيوم وذهب وفضة: في الإلكترونيات
- سبائك قصدير: سلك لحام
- بلاتين: مقاومات قياس درجة الحرارة مثل بلاتين (Pt100)

في البلاد الناطقة باللغة الإنجليزية مثل الولايات المتحدة وبريطانيا العظمى يعطى مثطع السلك طبقا «للمقياس الأمريكي للأسلاك» معيار السلك الأمريكي (AWG).

## كابلات الاتصالات البحرية

مقطع عرضي لأحد نماذج كابلات الاتصالات البحري.
1.بوليثيلين.
2.شريط "مايلار".
3.أسلاك حديد مجدولة.
4.حاجز ألمونيوم للماء.
5.بوليكاربونات.
6.أنبوب نحاسي أو ألمونيوم.
7.هلام بترولي.
8.ألياف بصرية.

تستخدم كابلات محورية لنقل الإشارات في الترددات العالية لتربط شبكة الإنترنت عبر القارات.توجد منها كابلات توصل بين أوروبا وإفريقيا، كما يوجد منها ما يوصل أوروبا والولايات المتحدة الأمريكية عبر المحيط الأطلسي.تتميز تلك الكابلات بقدرتها الكبيرة على تحمل وسط صعب مثل مياه البحر المالحة مع قدرة كبيرة على نقل الإشارات.وقد لجأت التقنية الحديثة إلى استخدام أسلاك من الزجاج بدلا من أسلاك النحاس لنقل الإشارات الإلكترونية والبث التلفزيوني.وأصبح استخدام الاسلاك الحديدية منحصرا فيها فقط لآداء التدريع ووقاية للاسلاك الزجاجية والعمل عل متانتها.
التدريع يوفر حماية ميكانيكية وكيميائية مما يسمح لنقل الإشارات عبر مسافات طويلة مثل البحار والمحيطات، كما يمنع من اقتراب الإشارة إلى الأسلاك المجاورة.
تركيب كابل حديث بحري لنقل الإشارات بين قارتين عبر البحر (من الداخل غلى الخارج):
- 6 أسلاك (أو ألياف) من الزجاج تقوم بنقل الإشارات
- مبطنة في عازل أسطواني من السيليكون الهلامي
- أسطوانة من الفولاذ الرقيق
- أسلاك من النحاس
- طبقة منظمة من الفولاذ والبلاستيك
- طبقة من خيوط النايلون
- أسلاك سميكة من الفولاذ المجلفن
- أسطوانة من خيوط النايلون المشبع بالقار
- طبقة أخرة من أسلاك الفولاذ السميك المجلفن
- طبقة خارجية من النايلون المشبع القار.